# Capira
Capira is een plaats en gemeente (in Panama un distrito genoemd) in de provincie  Panamá Oeste in Panama en telt ongeveer 45.000 inwoners in 2015. 
De gemeente bestaat uit devolgende dertien deelgemeenten (corregimiento): Capira  (de hoofdplaats, cabecera), Caimito, Campana, Cermeño, Cirí de los Sotos, Cirí Grande, El Cacao, La Trinidad, Las Ollas Arriba, Lídice, Santa Rosa, Villa Carmen en Villa Rosario.